# Райска летяща змия
Райска летяща змия (Chrysopelea paradisi) е вид змия от семейство Смокообразни (Colubridae). Видът не е застрашен от изчезване.

## Разпространение и местообитание
Разпространен е в Бруней, Индия (Андамански острови), Индонезия (Бали, Калимантан, Суматра и Ява), Малайзия (Западна Малайзия, Сабах и Саравак), Мианмар, Сингапур, Тайланд и Филипини.
Обитава градски и гористи местности и градини в райони с тропически климат.

## Описание
Популацията на вида е стабилна.